# Carlos Augusto, Príncipe Herdeiro da Suécia
Carlos Augusto (Augustemburgo, 9 de agosto de 1768 – Kvidinge, 28 de maio de 1810) foi um príncipe dinamarquês que foi adotado pelo rei Carlos XIII da Suécia e brevemente serviu como príncipe herdeiro da Suécia em 1810. Nascido como Cristiano Augusto de Eslésvico-Holsácia-Sonderburgo-Augustemburgo, ele serviu no Exército Real Dinamarquês durante as Guerras Napoleônicas e foi entre 1809 e 1810 governador-geral da Noruega. Ele assumiu seu nome e título suecos em janeiro de 1810, porém morreu alguns meses depois de um derrame.